# Leo Rising
Leo Rising è il secondo album in studio del duo statunitense Karmin, pubblicato nel settembre 2016.

## Tracce
1. Dance With You – 3:50
2. Sugar – 4:00
3. Didn't Know You – 3:08
4. No Suitcase – 3:36
5. Come With Me (Pure Imagination) – 3:20
6. Everything – 3:24
7. Along the Road – 3:13
8. Can't Live – 3:47
9. Blame It On My Heart – 3:04
10. Save Me Now – 3:16
11. Easy Money – 3:35
12. I Got You – 3:53
13. Love Is Louder (Bonus Track) – 3:02

## Classifiche
| Classifica                   | Posizione massima |
| ---------------------------- | ----------------- |
| Independent Albums Billboard | 27                |
| Top Current Albums Billboard | 88                |